# Cognedal
Het Cognedal (Frans: Val de Cogne; Italiaans: Val di Cogne) is een bergdal in de Noord-Italiaanse regio Aostadal.
Het door de rivier Grand Eyvia uitgesleten dal opent zich bij Aymavilles in de centrale Aostadal. Hier stroomt de Grand Eyvia uit in de Dora Baltea. Het Cognedal is rijk aan natuurschoon, de zuidelijke hellingen maken deel uit van het Nationaal park Gran Paradiso. De hoofdplaats is Cogne waar naar het zuiden het ongerepte Valnontey-dal opent dat uitloopt op het bergmassief van de Gran Paradiso. In dit zijdal ligt de beroemde botanische tuin Paradisia waar zo'n 1000 plantensoorten te vinden zijn. 
In het gebergte rondom de vallei zijn zo'n 40 gemarkeerde wandelingen uitzet. De populaire tocht Hoogteweg 2 komt via het Valnonteydal het dal binnen en loopt over de bergpas Fenêtre de Champorcher verder naar het Champorcherdal. In het winterseizoen wordt er in Cogne op bescheiden schaal gewintersport. 

## Gemeenten in het dal
- Cogne
- Aymavilles

## Belangrijkste bergtoppen
- Grivola (3968 m)
- Grand Nomenon (3488 m)
- Punta Garin (3451 m)
- Punta Tersiva (3513 m)